# Communauté de communes Val Guiers
Die Communauté de communes Val Guiers ist ein französischer Gemeindeverband mit Rechtsform einer Communauté de communes im Département Savoie, dessen Verwaltungssitz sich in dem Ort Belmont-Tramonet befindet. Er umschließt ein 88,11 km² großes Gebiet im Westteil der Chartreuse, ein Kalksteinmassiv in den nördlichen französischen Voralpen. Der im November 2000 gegründete Gemeindeverband ist nach dem Fluss Guiers benannt und besteht aktuell aus elf Gemeinden. Präsident des Gemeindeverbandes ist Robert Charbonnier.

## Aufgaben
Zu den vorgeschriebenen Kompetenzen gehören die Entwicklung und Förderung wirtschaftlicher Aktivitäten und des Tourismus. Der Gemeindeverband bestimmt die gesamte Raumplanung vom langfristigen Plan im Rahmen eines Schéma de Cohérence Territoriale bis hin zur lokalen Wohnungsbaupolitik. Die Communauté de communes betreibt die Straßenmeisterei und Rettungsdienste, darüber hinaus ist sie in Umweltbelangen wie Abwasserentsorgung und die Müllabfuhr aktiv. Im Bereich Kultur und Sport baut und unterhält der Verband die zugehörigen Einrichtungen und organisiert Veranstaltungen.

## Historische Entwicklung
Mit Wirkung vom 1. Januar 2019 gingen die ehemaligen Gemeinden Saint-Genix-sur-Guiers, Gresin und Saint-Maurice-de-Rotherens in die Commune nouvelle Saint-Genix-les-Villages auf. Dadurch verringerte sich die Anzahl der Mitgliedsgemeinden auf elf.

## Mitgliedsgemeinden
Folgende 13 Gemeinden gehören der Communauté de communes Val Guiers an:
| Gemeinde                          | Einwohner 1. Januar 2022 | Fläche km² | Dichte Einw./km² | Code INSEE | Postleitzahl |
| --------------------------------- | ------------------------ | ---------- | ---------------- | ---------- | ------------ |
| Avressieux                        | 534                      | 8,07       | 66               | 73025      | 73240        |
| Belmont-Tramonet                  | 512                      | 5,46       | 94               | 73039      | 73330        |
| Champagneux                       | 671                      | 10,68      | 63               | 73070      | 73240        |
| Domessin                          | 1.999                    | 9,83       | 203              | 73100      | 73330        |
| La Bridoire                       | 1.206                    | 6,18       | 195              | 73058      | 73520        |
| Le Pont-de-Beauvoisin             | 2.106                    | 1,83       | 1.151            | 73204      | 73330        |
| Rochefort                         | 250                      | 5,60       | 45               | 73214      | 73240        |
| Saint-Béron                       | 1.720                    | 8,66       | 199              | 73226      | 73520        |
| Saint-Genix-les-Villages          | 3.028                    | 25,45      | 119              | 73236      | 73240        |
| Sainte-Marie-d’Alvey              | 128                      | 2,61       | 49               | 73254      | 73240        |
| Verel-de-Montbel                  | 339                      | 3,74       | 91               | 73309      | 73330        |
| Communauté de communes Val Guiers | 12.493                   | 88,11      | 142              | –          | –            |